# Riccardo Stacchiotti
Riccardo Stacchiotti, nascido a  8 de novembro de 1991 em Recanati, é um ciclista profissional italiano que actualmente corre para a equipa Giotti Victoria.

## Palmarés
2015
- Tour de Hokkaido, mais 2 etapas

2018
- 1 etapa do Tour de Bihor
- 1 etapa do Grande Prêmio Nacional 2 de Portugal
- 2 etapas da Volta a Portugal

2019
- 1 etapa do Giro de Sicília[1]

## Resultados nas grandes voltas
| Carreira           | 2014 | 2015 | 2016 | 2017 | 2018 |
| ------------------ | ---- | ---- | ---- | ---- | ---- |
| Giro d'Italia      | -    | 152º | 155º | -    | -    |
| Tour de France     | -    | -    | -    | -    | -    |
| Volta a Espanha    | -    | -    | -    | -    | -    |
| Mundial em Estrada | -    | -    | -    | -    | -    |

-: não participa

Ab.: abandono